# Эдмондс, Кристен
Кристен Эдмондс (англ. Kristen Edmonds); 22 мая 1987, Метачен, Нью-Джерси) — американская футболистка, защитница и полузащитница.

## Биография
Училась в Ратгерском университете и выступала за его команду «Ратгерс Скарлет Найтс». В своём первом сезоне (2005) стала лучшим бомбардиром своего клуба с 6 голами и 6 передачами и была включена в символическую сборную новичков чемпионата. Всего провела четыре сезона в университетских соревнованиях, и в последнем сезоне (2008) снова была достаточно результативна, забив 5 голов и сделав 6 передач, в этом сезоне выходила на поле во всех 22 матчах.
Также в начале карьеры играла на любительском уровне в W-лиге за «Нью-Джерси Уайлдкэтс» и «Хадсон Вэлли Квикстрайк», в составе последнего дважды (2009 и 2010) побеждала в турнире своего дивизиона, а в плей-офф становилась соответственно четвёртой и третьей. В 2011 году подписала профессиональный контракт с исландским клубом «Стьярнан», где провела полсезона, клуб в итоге стал чемпионом Исландии.
В начале 2013 года перешла в российский клуб «Россиянка» (Красноармейск). Дебютный матч в чемпионате России сыграла 1 апреля 2013 года против клуба «Рязань-ВДВ», заменив в перерыве камерунку Огюстин Эжанг. Всего в весенней части сезона 2012/13 приняла участие в 10 матчах и стала со своим клубом серебряными призёрами чемпионата. В осеннем сезоне 2013 года отыграла без замен 13 матчей (из 14 командных), забила один гол — 13 августа 2013 года с пенальти в ворота «Мордовочки» и сделала 7 голевых передач. Также спортсменка приняла участие в двух розыгрышах женской Лиги чемпионов УЕФА, сыграв 6 матчей.
В 2014 году вернулась в Америку и стала выступать в профессиональной лиге NWSL. Два сезона провела в клубе «Вестерн Нью-Йорк Флэш», а в 2016 году была обменяна в «Орландо Прайд», где выступала ещё несколько лет. В 2016 году была признана игроком тура в лиге (в 12-м туре), после того как забила победный гол в игре против «Бостон Брикерс».
В октябре 2016 года вызывалась на сборы национальной команды США, но в итоге за неё не сыграла.